# Macdonald
Macdonald oder MacDonald entstandener schottischer Familienname, abgeleitet von dem schottisch-gälischen Patronym MacDhòmhnaill mit der Bedeutung „Sohn des Dòmhnall“. Er ist besonders in Schottland und Irland sowie durch Auswanderung in Kanada und den Vereinigten Staaten verbreitet.

## Namensträger

### A
- Adam MacDonald (William Adam MacDonald; * 1977), kanadischer Schauspieler, Filmregisseur und Drehbuchautor
- Agnes Syme Macdonald (1882–1966), schottisch-britische Suffragette, Frauenrechtlerin und Sozialarbeiterin
- Alan MacDonald (* 1958), britischer Autor
- Alex MacDonald (Fußballspieler, 1948) (Alexander MacDonald; * 1948), schottischer Fußballspieler und -trainer
- Alex MacDonald (Spezialeffektkünstler), Spezialeffektkünstler
- Alex MacDonald (Eishockeyspieler, 1986) (* 1986), kanadischer Eishockeyspieler
- Alex MacDonald (Fußballspieler, 1990) (Alexander MacDonald; * 1990), schottischer Fußballspieler
- Alex MacDonald (Eishockeyspieler, 1991) (* 1991), kanadischer Eishockeyspieler
- Alex MacDonald (Eishockeyspieler, 1997) (* 1997), kanadischer Eishockeyspieler
- Alexander Macdonald, Lord of Islay († 1299), schottischer Adliger
- Alexander MacDonald, 10. Earl of Ross († 1449), schottischer Adliger
- Alexander MacDonald (um 1698–1770/1780), schottischer Dichter, siehe Alasdair Mac Mhaighstir Alasdair
- Alexander MacDonald (Geistlicher, 1736) (1736–1791), schottischer Geistlicher, Apostolischer Vikar von Aberdeen
- Alexander MacDonald (Missionar) (1813–1888), britischer Mediziner und Missionar
- Alexander Macdonald (Politiker) (1821–1881), schottischer Bergmann, Gewerkschafter und Politiker
- Alexander MacDonald (Geistlicher, 1858) (1858–1941), kanadischer Geistlicher, Bischof von Victoria
- Allan MacDonald (* 1956), schottischer Komponist und Musiker
- Allan H. MacDonald (* 1951), kanadischer Physiker
- Amy Macdonald (* 1987), schottische Musikerin
- Amy MacDonald (Autorin) (* 1951), US-amerikanische Schriftstellerin
- Andrew Macdonald (1933–2002), US-amerikanischer Physiker und Neonazi, siehe William Luther Pierce
- Andrew MacDonald (Rugbyspieler) (1934–1987), südafrikanischer Rugby-Union-Spieler
- Andrew MacDonald (Skateboarder) (* 1973), US-amerikanisch-britischer Skateboarder
- Andrew Macdonald (* 1966), britischer Filmproduzent
- Andrew MacDonald (Eishockeyspieler) (* 1986), kanadischer Eishockeyspieler
- Andrew Archibald Macdonald (1829–1912), kanadischer Politiker
- Angus MacDonald, 8. of Dunnyveg († 1614), schottischer Clanchief
- Angus MacDonald (Erzbischof) (1844–1900), schottischer Erzbischof
- Angus MacDonald (Politiker) (* 1963), schottischer Politiker
- Angus Macdonald (Rugbyspieler) (* 1981), neuseeländischer Rugbyspieler
- Angus MacDonald (Fußballspieler) (* 1992), englischer Fußballspieler
- Angus Lewis Macdonald (1890–1954), kanadischer Politiker
- Angus Ronald Macdonald (1901–1970), kanadischer Politiker
- Angus MacDonald (Schriftsteller) (* 1959), US-amerikanischer Schriftsteller
- Ann-Marie MacDonald (* 1958), kanadische Schriftstellerin und Schauspielerin
- Archie MacDonald (Donald Archibald MacDonald; 1895–1965), britischer Ringer
- Augustine Colin Macdonald (1837–1919), kanadischer Politiker

### B
- Barbara K. MacDonald (* 1958), US-amerikanische Sängerin und Komponistin
- Bertram Macdonald (1902–1965), britischer Leichtathlet
- Betty MacDonald (1907–1958), US-amerikanische Autorin
- Blaine MacDonald (Künstlername Blaine; 1937–2012), kanadischer Comiczeichner
- Bosco MacDonald (* 1963), britischer Geistlicher, Bischof von Clifton
- Brian Macdonald (1928–2014), kanadischer Choreograf
- Bruce MacDonald (Leichtathlet) (* 1927), US-amerikanischer Leichtathlet
- Bruce MacDonald (Segler) (* 1960), kanadischer Segler
- Bruce E. MacDonald (* 1955), US-amerikanischer Vizeadmiral

### C
- Calum MacDonald (* 1956), schottischer Politiker
- Cameron MacDonald (* 1976), kanadischer Eishockeytorwart und -trainer
- Charles Blair Macdonald (1855–1939), US-amerikanischer Golfarchitekt
- Charlotte Macdonald (* 1950), neuseeländische Historikerin und Hochschullehrerin
- Christie MacDonald (1875–1962), US-amerikanische Sängerin
- Claude Maxwell MacDonald (1852–1915), britischer Diplomat
- Craig MacDonald (* 1977), kanadischer Eishockeyspieler
- Cynthia Macdonald (1928–2015), US-amerikanische Dichterin

### D
- Daniel Joseph MacDonald (1918–1980), kanadischer Offizier und Politiker
- Danielle Macdonald (* 1991), australische Filmschauspielerin
- Dave MacDonald (1936–1964), US-amerikanischer Automobilrennfahrer
- David MacDonald (Regisseur) (1904–1983), schottischer Filmregisseur
- David McDonald Devine (Autor) (1920–1980), englischer Kriminalschriftsteller
- David Macdonald (Politiker) (* 1936), kanadischer Politiker
- David Macdonald (Biologe) (* 1951), britischer Biologe und Naturschützer
- David Macdonald (Organist) (1952–2003), kanadischer Organist
- David Macdonald (Musiker) (* 1961), kanadischer Musiker
- David Macdonald (Komponist I), US-amerikanischer Komponist
- David Macdonald (Komponist II) (* 1983), US-amerikanischer Komponist
- Donald MacDonald (Offizier) (um 1724–1760), schottischer Offizier
- Donald MacDonald (Glasmaler) (1841–1916), US-amerikanischer Glaskünstler
- Donald Macdonald (Geistlicher) (1886–1962), australischer Geistlicher und Politiker
- Donald MacDonald, bekannt als Dòmhnall Ruadh Chorùna (1887–1967), schottischer Steinmetz und Poet
- Donald MacDonald (Schauspieler) (1898–1959), US-amerikanischer Schauspieler und Regisseur
- Donald MacDonald (Gewerkschafter) (1909–1986), kanadischer Politiker und Gewerkschafter
- Donald MacDonald (Schauspieler)  (1941–2014), US-amerikanischer Schauspieler
- Donald MacDonald (Rugbyspieler) (* 1951), schottischer Rugby-Union-Spieler
- Donald MacDonald (Leichtathlet) (* 1977), neuseeländischer Sprinter
- Donald A. MacDonald (um  1849–1884), kanadischer Politiker
- Donald Alaster Macdonald (1859–1932), australischer Sportjournalist und Kriegsberichterstatter
- Donald Alexander Macdonald (Politiker) (1817–1896), kanadischer Politiker und Unternehmer
- Donald Alexander Macdonald (General) (1845–1920), kanadischer General
- Donald C. MacDonald (1913–2008), kanadischer Politiker (Ontario)
- Donald Forrest MacDonald (* 1937), kanadischer Politiker (Saskatchewan)
- Donald Robert McDonald (1856–1923), kanadischer Politiker (Ontario)
- Donald Stone Macdonald (1919–1993), US-amerikanischer Koreanistiker und Politiker
- Donald Stovel Macdonald (1932–2018), kanadischer Politiker
- Duncan Black MacDonald (1863–1943), US-amerikanischer Orientalist und Missionar
- Dwight Macdonald (1906–1982), US-amerikanischer Autor und Filmkritiker

### E
- Edmund MacDonald (1908–1951), US-amerikanischer Schauspieler
- Eleanor Josephine Macdonald (1906–2007), US-amerikanische Epidemiologin
- Ernest Macdonald (1858–1902), kanadischer Politiker
- Ethel MacDonald (1909–1960), britische Anarchistin und Propagandistin
- Ewan MacDonald (* 1975), schottischer Curler

### F
- Fiona MacDonald (* 1974), schottische Curlerin
- Flora MacDonald (1722–1790), schottische Jakobitin
- Flora Isabel MacDonald (1926–2015), kanadische Politikerin
- Florence MacDonald (1909–2008), US-amerikanische Mittelstreckenläuferin
- Frances MacDonald McNair (1873–1921), schottische Künstlerin
- Frank MacDonald (1899–1980), US-amerikanischer Regisseur, Schauspieler und Kameramann, siehe Frank McDonald
- Frank MacDonald (Eishockeyspieler), kanadischer Eishockeyspieler
- Franklin MacDonald (* 1985), kanadischer Eishockeyspieler
- Freddy Macdonald (* 2000), schweizerisch-US-amerikanischer Filmregisseur, Drehbuchautor und Filmeditor

### G
- Garfield MacDonald (1881–1951), kanadischer Leichtathlet
- Gary MacDonald (* 1953), kanadischer Schwimmer
- George MacDonald (1824–1905), schottischer Schriftsteller, Dichter und Pfarrer
- George MacDonald (Numismatiker) (1862–1940), schottischer Numismatiker und Archäologe
- George MacDonald (Ruderer) (1906–1997), kanadischer Ruderer
- George MacDonald Fraser (1925–2008), schottischer Autor. Er s
- Gertrude Macdonald (1871–1952), britische Porträt- und Landschaftsmalerin
- Gordon Macdonald, 1. Baron Macdonald of Gwaenysgor (1888–1966), britischer Politiker
- Gordon MacDonald (Politiker, 1866), kanadischer Politiker
- Gordon MacDonald (Politiker, 1960) (* 1960), schottischer Politiker
- Gordon MacDonald (Schauspieler), britischer Schauspieler
- Gordon MacDonald (Theologe) (* 1939), US-amerikanischer evangelikaler Pastor und Autor
- Gordon A. MacDonald (1911–1978), US-amerikanischer Vulkanologe
- Gordon J. F. MacDonald (1929–2002), US-amerikanischer Geophysiker
- Gus Macdonald, Baron Macdonald of Tradeston (* 1940), britischer Journalist, Medienmanager und Politiker (Labour Party)

### H
- Hamish Macdonald (* 1947), neuseeländischer Rugby-Union-Spieler
- Hector Archibald MacDonald (1853–1903), britischer Generalmajor
- Hector Munro Macdonald (1865–1935), schottischer Mathematiker und Physiker
- Helen Macdonald (* 1970), britische Autorin, Lyrikerin, Illustratorin und Historikerin
- Hettie Macdonald (* 20. Jahrhundert), britische Regisseurin
- Hugh Macdonald (* 1940), englischer Musikwissenschaftler und Dirigent
- Hugh John Macdonald (1850–1929), kanadischer Politiker

### I
- Iain MacDonald-Smith (* 1945), britischer Segler
- Ian MacDonald (1914–1978), US-amerikanischer Schauspieler und Filmproduzent
- Ian Macdonald, Pseudonym von Laura Lemon (1866–1924), kanadische Komponistin und Pianistin
- Ian Macdonald (1928–2023), britischer Mathematiker
- Irene MacDonald (1933–2002), kanadische Wasserspringerin

### J
- J. E. H. MacDonald (1873–1932), englisch-kanadischer Maler
- J. Farrell MacDonald (1875–1952), amerikanischer Schauspieler und Regisseur
- Jack MacDonald (1888–1941), kanadischer kommunistischer Politiker
- Jacques MacDonald, duc de Tarente (1765–1840), französischer General und Marschall von Frankreich
- James MacDonald  (Schauspieler, 1906) (1906–1991), britisch-amerikanischer Schauspieler
- James MacDonald (Schauspieler, II), US-amerikanischer Schauspieler
- James Macdonald (Regisseur) (* 1958), britischer Regisseur
- James A. Macdonald (1868–1937), schottischer Mathematiker und erster Rektor der Leith Academy
- James D. Macdonald (* 1954), US-amerikanischer Schriftsteller und Kritiker
- James E. MacDonald (1842–1903), kanadischer Politiker
- James H. MacDonald (1832–1889), US-amerikanischer Politiker
- James Hector MacDonald (1925–2025), kanadischer Geistlicher, Erzbischof von Saint John’s
- James Ross Macdonald (1923–2024), US-amerikanischer Physiker
- Jamie MacDonald (Fußballspieler) (* 1986), schottischer Fußballtorwart
- Jamie MacDonald (Shorttrackerin) (* 1994), kanadische Shorttrackerin
- Jeanette MacDonald (1903–1965), US-amerikanische Schauspielerin
- Jeffrey MacDonald (* 1943), US-amerikanischer Mörder
- Jessica MacDonald (* 1984), kanadische Ringerin
- Jock Macdonald (1897–1960), kanadischer Maler, Illustrator, Druckgrafiker und Kunstpädagoge
- Joey MacDonald (* 1980), kanadischer Eishockeyspieler
- John MacDonald, 11. Earl of Ross (1435–1498), schottischer Adliger
- John MacDonald (Bischof, 1727) (1727–1779), schottischer Geistlicher, Titularbischof von Tiberiopolis
- John Macdonald (1815–1891), kanadischer Politiker
- John MacDonald (Bischof, 1818) (1818–1889), schottischer Geistlicher, Bischof von Aberdeen
- John Macdonald (Sportler) (1861–1931), schottischer Cricket- und Fußballspieler
- John MacDonald (Fußballspieler, 1883) (1883–1915), schottischer Fußballspieler
- John MacDonald (Ruderer) (1907–1982), neuseeländischer Ruderer
- John MacDonald (Fußballspieler, 1922) (* 1922), schottischer Fußballspieler
- John MacDonald (Rennfahrer) (* 1936), Hongkonger Motorrad- und Autorennfahrer britischer Herkunft
- John MacDonald (Fußballspieler, 1961) (* 1961), schottischer Fußballspieler
- John MacDonald (Kanute) (* 1965), neuseeländischer Kanute
- John MacDonald, Lord of the Isles († um 1387), schottischer Magnat
- John D. MacDonald (1916–1986), US-amerikanischer Schriftsteller
- John Denis Macdonald (1826–1908), britischer Zoologe
- John Hugh MacDonald (1881–1965), kanadischer römisch-katholischer Geistlicher und Erzbischof von Edmonton
- John L. MacDonald (1838–1903), US-amerikanischer Politiker
- John Sandfield Macdonald (1812–1872), kanadischer Politiker
- Joseph MacDonald (1906–1968), US-amerikanischer Kameramann
- Joseph Faber MacDonald (1932–2012), kanadischer Geistlicher, Erzbischof von Catanzaro-Squillace
- Julien Macdonald (* 1971), britischer Modeschöpfer

### K
- Kelly Macdonald (* 1976), schottische Schauspielerin
- Kenneth MacDonald (1901–1972), US-amerikanischer Schauspieler
- Kenneth Macdonald, Baron Macdonald of River Glaven (* 1953), britischer Jurist und Politiker (Liberal Democrats)

- Kevin B. MacDonald (* 1944), US-amerikanischer Psychologe
- Kevin MacDonald (Fußballspieler) (* 1960), englischer Fußballspieler
- Kevin MacDonald (Eishockeyspieler) (* 1966), kanadischer Eishockeyspieler
- Kevin Macdonald (* 1967), britischer Filmregisseur, Drehbuchautor und Filmproduzent
- Kiaran MacDonald (* 1997), britischer Boxer
- Kilby MacDonald (1914–1986), kanadischer Eishockeyspieler
- Kirk MacDonald (* 1959), kanadischer Saxophonist
- Kyle MacDonald (* 1979), kanadischer Autor, siehe One red paperclip

### L
- Laura Macdonald (* 1974), britische Jazzmusikerin
- Laurie MacDonald (* 1953), US-amerikanische Filmproduzentin
- Leon MacDonald (* 1977), neuseeländischer Rugbyspieler
- Lewis Macdonald (* 1957), schottischer Politiker
- Linsey Macdonald (* 1964), britische Sprinterin
- Lorn Macdonald (* 1992), britischer Schauspieler
- Lowell MacDonald (* 1941), kanadischer Eishockeyspieler

### M
- Malcolm Macdonald (Fußballspieler) (* 1950), englischer Fußballspieler und -trainer
- Malcolm MacDonald (Politiker) (1901–1981), britischer Politiker
- Malcolm MacDonald (Tennisspieler) (1865–1921), US-amerikanischer Tennisspieler
- Margaret MacDonald (1873–1948), kanadische Krankenschwester/Militärkrankenschwester
- Margaret MacDonald Mackintosh (1864–1933), schottische Malerin und Kunsthandwerkerin
- Margo MacDonald (1943–2014), britische Politikerin
- Marianne MacDonald (1934–2019), kanadische Schriftstellerin und Dramatikerin
- Marie Schramm-Macdonald (1846–1908), deutsche Schriftstellerin
- Matt Macdonald (* 1999), neuseeländischer Ruderer
- Michael C. A. Macdonald (* 1947), britischer Altarabist
- Mike MacDonald (* 1980), US-amerikanischer Rugby-Union-Spieler
- Mike Macdonald (* 1987), US-amerikanischer Footballtrainer
- Moses Macdonald (1815–1869), US-amerikanischer Politiker
- Murdoch Macdonald (1866–1957), britischer Wasserbauingenieur

### N
- Neil MacDonald (* 1977), südafrikanischer Radrennfahrer
- Norm Macdonald (1959–2021), kanadischer Stand-up-Comedian, Drehbuchautor und Schauspieler

### O
- Oliver MacDonald (1904–1973), US-amerikanischer Leichtathlet
- Olivia MacDonald (* 1996), neuseeländische Volleyball- und Beachvolleyballspielerin

### P
- Paul MacDonald (* 1960), neuseeländischer Kanute
- Paul A. MacDonald (1911–2006), US-amerikanischer Politiker
- Peter Macdonald (kanadischer Politiker) (1835–1923), kanadischer Politiker
- Peter Macdonald (britischer Politiker) (1895–1961), britischer Politiker
- Peter Macdonald (Polarforscher) (1926–2022), neuseeländischer Polarforscher
- Peter MacDonald (Indianerführer) (* 1928), US-amerikanischer Indianerführer
- Peter MacDonald (Autor), kanadischer Autor
- Peter Macdonald (australischer Politiker) (* 1943), australischer Politiker
- Peter MacDonald (Regisseur), britischer Regisseur
- Peter MacDonald (Softwareentwickler) (* 1957), kanadischer Softwareentwickler
- Peter MacDonald (Fußballspieler) (* 1980), schottischer Fußballspieler
- Philip MacDonald (1900–1980), britischer Schriftsteller
- Pierre MacDonald (1936–2015), kanadischer Politiker

### R
- Ralph MacDonald (1944–2011), US-amerikanischer Musiker
- Ramsay MacDonald (1866–1937), britischer Politiker
- Ranald MacDonald (1824–1894), kanadisch-japanischer Sprachlehrer
- Ranald Macdonald (1928–1999), schottischer Rugby-Union-Spieler
- Ray Locke MacDonald (1931–vor 2009), US-amerikanischer Chemiker und Hochschullehrer
- Raymond MacDonald (* 1968), britischer Musiker und Musikwissenschaftler
- Richard Macdonald (Filmarchitekt) (1919–1993), britischer Filmarchitekt
- Richard MacDonald (Bildhauer) (auch Richard McDonald; * 1946), US-amerikanischer Bildhauer
- Robert MacDonald (Spezialeffektkünstler) (1912–1989), US-amerikanischer Spezialeffektkünstler
- Robert David MacDonald (1929–2004), schottischer Dramatiker, Übersetzer und Theaterdirektor
- Roderick Douglas Macdonald (1921–2001), britischer Vizeadmiral
- Rodney MacDonald (* 1972), kanadischer Politiker
- Ronald MacDonald (Bischof) (1835–1912), römisch-katholischer Bischof
- Ronald MacDonald (Leichtathlet) (1874–1947), kanadischer Marathonläufer
- Ronald MacDonald (Ökonom) (* 1955), britischer Ökonom
- Ronald Cadell Macdonald (1868–1942), schottischer Schachspieler
- Ronald St. John Macdonald (1928–2006), kanadischer Jurist
- Ross Macdonald (1915–1983), US-amerikanischer Schriftsteller
- Ross MacDonald (Segler) (* 1965), kanadischer Segler

### S
- Sharman Macdonald (* 1951), britische Schriftstellerin und Bühnenautorin
- Sharon Macdonald (* 1961), britische Ethnologin und Museumswissenschaftlerin
- Shauna Macdonald (* 1981), britische Schauspielerin
- Shauna MacDonald (* 1970), kanadische Schauspielerin
- Sherjill Mac-Donald (* 1984), niederländischer Fußballspieler
- Sona MacDonald (* 1961), österreichisch-amerikanische Schauspielerin und Sängerin
- Stanton Macdonald-Wright (1890–1973), US-amerikanischer Maler
- Stephen MacDonald (Schauspieler, 1933) (1933–2009), britischer Schauspieler, Regisseur und Dramatiker
- Stephen MacDonald (Schauspieler, 1987) (* 1987), kanadischer Schauspieler
- Steve MacDonald (1944–2015), US-amerikanischer Unternehmer
- Stewart MacDonald (* 1949), US-amerikanischer Ruderer

### T
- Tatiana Macdonald, Szenenbildnerin
- Thomas Macdonald (1898–1980), neuseeländischer Diplomat und Politiker (NP)
- Thomas Logie MacDonald (1901–1973), schottischer Selenograph
- Tom MacDonald (Eishockeyspieler) (* 1974), kanadischer Eishockeyspieler
- Tom MacDonald (Rapper) (* 1988), kanadischer Rapper
- Torbert Macdonald (1917–1976), US-amerikanischer Politiker

### W
- Wallace MacDonald (1891–1978), US-amerikanischer Schauspieler und -produzent
- William MacDonald (Offizier) (1908–1984), britischer Luftwaffenoffizier
- William MacDonald (Fußballspieler) (1911–1978), schottischer Fußballspieler
- William MacDonald (Theologe) (1917–2007), US-amerikanischer Theologe und Schriftsteller
- William MacDonald (Serienmörder) (1924–2015), australischer Serienmörder
- William MacDonald (Schauspieler), kanadischer Schauspieler
- William Adam MacDonald (* 1977), kanadischer Schauspieler, Filmregisseur und Drehbuchautor, siehe Adam MacDonald
- William Christoper Macdonald (1831–1917), kanadischer Tabakhersteller und Philanthrop
- William Josiah MacDonald (1873–1946), US-amerikanischer Politiker
- William Ross Macdonald (1891–1976), kanadischer Politiker
- Willibald Joseph MacDonald (1897–1977), kanadischer Hochschullehrer
- Wilson Pugsley MacDonald (1880–1967), kanadischer Schriftsteller

### Geografische Objekte
- Macdonald Bluffs, Kliffs in der Ross Dependency, Antarktika
- Macdonald Cove, Bucht an der Nordküste Südgeorgiens im Südatlantik
- MacDonald Hills, Hügelgruppe im Viktorialand, Antarktika
- MacDonald-Nunatakker, Nunatakker im Marie-Byrd-Land, Antarktika
- MacDonald Peak, Berg im Ellsworthland, Antarktika
- MacDonald Point, Landspitze in der Ross Dependency, Antarktika
- MacDonald Spur, Gebirgskamm im Viktorialand, Antarktika
- Kap MacDonald, Kap an der Black-Küste des Palmerlands, Antarktika
- Mount Macdonald (Begriffsklärung), diverse Berge

### Sonstiges
- McDonald (Familienname)
- McDonald